# Сецеюв
Сецеюв (пол. Sieciejów, нім. Schönaich) — село в Польщі, у гміні Ліпінки-Лужицькі Жарського повіту Любуського воєводства.
Населення — 119 осіб (2011).
У 1975-1998 роках село належало до Зеленогурського воєводства.

## Демографія
Демографічна структура станом на 31 березня 2011 року:
|          | Загалом | Допрацездатний вік | Працездатний вік | Постпрацездатний вік |
| -------- | ------- | ------------------ | ---------------- | -------------------- |
| Чоловіки | 51      | 14                 | 32               | 5                    |
| Жінки    | 68      | 17                 | 38               | 13                   |
| Разом    | 119     | 31                 | 70               | 18                   |